# Simulium netteli
Simulium netteli är en tvåvingeart som beskrevs av Diaz Najera 1969. Simulium netteli ingår i släktet Simulium och familjen knott. Inga underarter finns listade i Catalogue of Life.